# Characoma costiplagata
Characoma costiplagata är en fjärilsart som beskrevs av Bethune-Baker 1910. Characoma costiplagata ingår i släktet Characoma och familjen trågspinnare. Inga underarter finns listade i Catalogue of Life.